# John Newlands
John Alexander Reina Newlands (ur. 1837, zm. 1898) – angielski chemik, który podjął jedną z pierwszych prób sklasyfikowania pierwiastków chemicznych. W 1864 stworzył tzw. prawo oktaw, szeregując pierwiastki rosnąco według mas atomowych. Zauważył, że co ósmy pierwiastek ma podobne właściwości. Odkrycie Newlandsa przyczyniło się do sformułowania prawa okresowości Mendelejewa.